# Trichodontium falcatum
Trichodontium falcatum là một loài Rêu trong họ Dicranaceae. Loài này được (R. Br. bis) Fife miêu tả khoa học đầu tiên năm 1995.